# Lüdorf (Remscheid)
Lüdorf ist eine Hofschaft in Remscheid in Nordrhein-Westfalen (Deutschland).

## Lage und Verkehrsanbindung
Lüdorf liegt im südöstlichen Remscheid im statistischen Stadtteil Engelsburg des Stadtbezirks Lennep an der Landesstraße 412 im Quellgebiet des Feldbachs. Nachbarorte sind Rademachershof, Engelsburg,  Dörpholz, Heydt, Bergerhöhe, Eichenhof, Eichendahlerhof, Leverkusen, Repslöh, Forsten, Grünebirke und Oberlangenbach.

## Geschichte
Lüdorf wurde erstmals 1484 als Liudi urkundlich erwähnt. Eine weitere Erwähnung als Liudidorp erfolgte 1555. Die Karte Topographia Ducatus Montani aus dem Jahre 1715 zeigt den Hof als Lüdorp. Im 18. Jahrhundert gehörte der Ort zum bergischen Amt Bornefeld-Hückeswagen. 1815/16 lebten 70 Einwohner im Ort.
Lüdorf war Titularort der altbergischen Lüdorfer Honschaft, die 1832 ein Teil der Hückeswagener Außenbürgerschaft innerhalb der Bürgermeisterei Hückeswagen war. Der laut der Statistik und Topographie des Regierungsbezirks Düsseldorf als Weiler kategorisierte Ort besaß zu dieser Zeit eine Schule, neun Wohnhäuser und zwölf landwirtschaftliche Gebäude. Zu dieser Zeit lebten 71 Einwohner im Ort, allesamt evangelischen Glaubens.
Im Gemeindelexikon für die Provinz Rheinland werden für 1885 neun Wohnhäuser mit 66 Einwohnern angegeben. Der Ort gehörte zu dieser Zeit zur Landgemeinde Neuhückeswagen innerhalb des Kreises Lennep. 1895 besitzt der Ort sieben Wohnhäuser mit 59 Einwohnern, 1905 sieben Wohnhäuser und 58 Einwohner.
Im Zuge der nordrhein-westfälischen Kommunalgebietsreform (§21 Düsseldorf-Gesetz) wurde am 1. Januar 1975 der östliche Bereich um Bergisch Born mit der Ortschaft Lüdorf aus der Stadt Hückeswagen herausgelöst und in die Stadt Remscheid eingegliedert.

## Infrastruktur
Die Freiwillige Feuerwehr Lüdorf gehört zu dem Remscheider Löschverbund. Sie wurde 1886 vom Forstener Lehrer Strüning gegründet, arbeitete zunächst mit einem tragbaren Holzfass und bekam um die Jahrhundertwende eine fahrbare Saug- und Druckspritze. Das heutige Feuerwehrhaus ist 1978 eingeweiht worden. Nach dem Bau der Wuppertalsperre schaffte die Feuerwehr ein Rettungsboot an.